# Dubčany
Dubčany är en ort i Tjeckien.   Den ligger i regionen Olomouc, i den östra delen av landet, 200 km öster om huvudstaden Prag. Dubčany ligger 240 meter över havet och antalet invånare är 208.
Terrängen runt Dubčany är huvudsakligen platt, men västerut är den kuperad.Runt Dubčany är det ganska tätbefolkat, med 207 invånare per kvadratkilometer. Närmaste större samhälle är Olomouc, 13,8 km öster om Dubčany. Trakten runt Dubčany består till största delen av jordbruksmark.